# 福斯蒂尼陨石坑
福斯蒂尼陨石坑（Faustini）是位于月球正面南极的一座大撞击坑，其名称取自意大利极地地理学家、作家暨制图师阿纳尔多·福斯蒂尼(Arnaldo Faustini，1872年-1944年)，1994年被国际天文学联合会批准接受。

## 描述

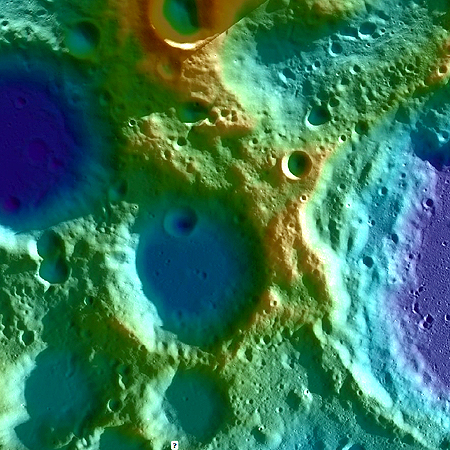
月球勘测轨道飞行器上的高度计测绘的福斯蒂尼陨石坑内可视化高程图。

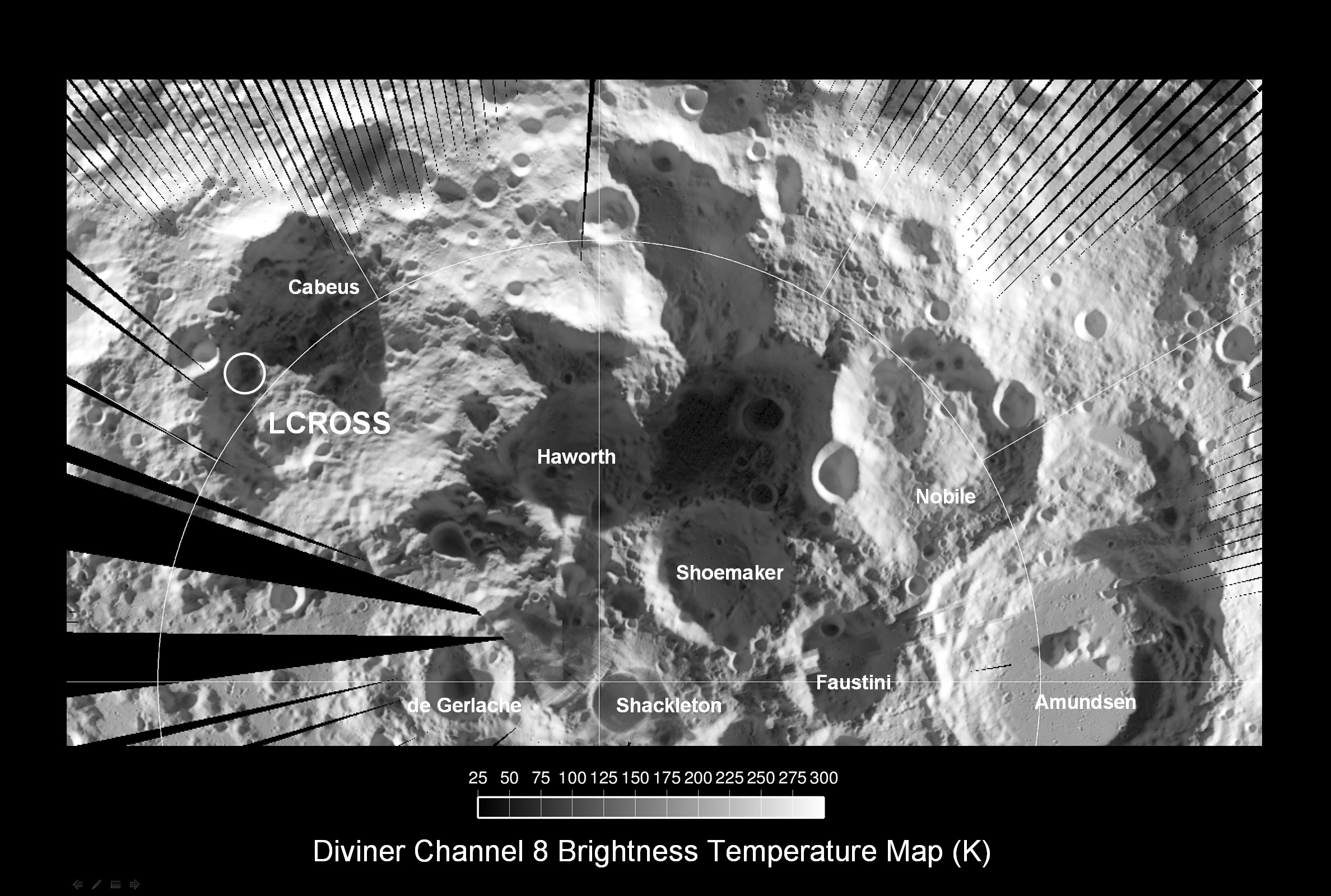
热辐射测量数据构建的福斯蒂尼陨石坑图

该陨坑西南几乎与舒梅克环形山相接壤、西北毗邻诺毕尔环形山、阿蒙森环形山位于它的北面、东南和南面分别坐落了更小的斯莱特陨石坑和沙克尔顿陨石坑。该陨坑中心月面坐标为87°11′S 84°19′E / 87.18°S 84.31°E，直径42.48公里，深度2.233公里。
福斯蒂尼陨石坑外观呈圆形状，坑壁已明显磨损，最大高出周边月表1050米，坑内容积约1373.043，坑底北部坐落了马林金陨石坑，由于靠近南极，太阳光只能平射到它的坑沿，坑内则处于永久黑暗中，连轨道航天器也无法看清它的内部。因此，只能通过雷达测量数据大致测绘其坑底地形。由于光照的不足，该陨坑底表温度恒定在100K以下，如此寒冷的气温足以困住任何随撞击月球的彗星一起抵达该陨坑中的水分子。
月球探勘者探测器携带的中子光谱仪，可检测到高浓度氢的存在。相对月表水平，福斯蒂尼陨石坑冷阱中曾被确认为拥有高浓度的氢。然而，在该陨坑中雷达并未检测到冰的存在。

## 另请参阅
- . Cornell University News. November 12, 2003  [2007-08-08]. （原始内容存档于2009-04-27）.

- Andersson, L. E.; Whitaker, E. A. . NASA RP-1097. 1982.
- Blue, Jennifer. . USGS. July 25, 2007  [2007-08-05]. （原始内容存档于2012-04-08）.
- Bussey, B.; Spudis, P. . New York: Cambridge University Press. 2004. ISBN 978-0-521-81528-4.
- Cocks, Elijah E.; Cocks, Josiah C. . Tudor Publishers. 1995. ISBN 978-0-936389-27-1.
- McDowell, Jonathan. . Jonathan's Space Report. July 15, 2007  [2007-10-24]. （原始内容存档于2012-05-26）.
- Menzel, D. H.; Minnaert, M.; Levin, B.; Dollfus, A.; Bell, B. . Space Science Reviews. 1971, 12 (2): 136–186. Bibcode:1971SSRv...12..136M. doi:10.1007/BF00171763.
- Moore, Patrick. . Sterling Publishing Co. 2001. ISBN 978-0-304-35469-6.
- Price, Fred W. . Cambridge University Press. 1988. ISBN 978-0-521-33500-3.
- Rükl, Antonín. . Kalmbach Books. 1990. ISBN 978-0-913135-17-4.
- Webb, Rev. T. W.  6th revised. Dover. 1962. ISBN 978-0-486-20917-3.
- Whitaker, Ewen A. . Cambridge University Press. 1999. ISBN 978-0-521-62248-6.
- Wlasuk, Peter T. . Springer. 2000. ISBN 978-1-85233-193-1.